# Lista de rebatedores da Major League Baseball com seis rebatidas em um jogo
Esta é a lista de jogadores da Major League Baseball com, ao menos seis rebatidas em um jogo. Entre as realizações mais fenomenais das performances de seis rebatidas estão os seguintes jogadores: Larry Twitchell, Sam Thompson e Ian Kinsler que também  rebateram pelo ciclo no mesmo jogo. O jogo de seis rebatidas de Shawn Green para um total de 19 bases, estabeleceu o recorde de mais bases totais em um jogo da Major League rebatendo 4 home runs, corridas anotadas (6) e  rebatidas extrabases (5). O jogo de seis rebatidas de Twitchell, também teve 5 rebatidas extrabases.  Guy Hecker teve seis rebatidas em um jogo em que atuou como arremessador, um feito único na história do beisebol profissional.  Hecker também anotou sete corridas em seu jogo de seis rebatidas, estabelecendo uma marca no beisebol que ainda permanece. Wilbert Robinson e Rennie Stennett cada, alcamçaram sete rebatidas em um jogo de nove entradas. Cal McVey conseguiu o feito de 6 rebatidas por duas vezes, em um intervalo de três dias. Johnny Burnett detém o recorde com nove rebatidas em um jogo (18 entradas, 11 vezes ao bastão). O recorde de rebatidas para um jogo de pós-temporada é cinco.

## Campo
| † | Eleito para o Baseball Hall of Fame |

## Nove entradas
| Nome (Quantidade)   | Data                   | Time                 | Liga      | AB | H | 2B | 3B | HR |
| ------------------- | ---------------------- | -------------------- | --------- | -- | - | -- | -- | -- |
| Davy Force          | 27 de junho de 1876    | Philadelphia         | Nacional  | 6  | 6 | 1  | 0  | 0  |
| Cal McVey           | 22 de julho de 1876    | Chicago              | Nacional  | 7  | 6 | 1  | 0  | 0  |
| Cal McVey (2)       | 25 de julho de 1876    | Chicago              | Nacional  | 7  | 6 | 1  | 0  | 0  |
| Ross Barnes         | 27 de julho de 1876    | Chicago              | Nacional  | 6  | 6 | 1  | 1  | 0  |
| George Gore         | 7 de maio de 1880      | Chicago              | Nacional  | 6  | 6 | 0  | 0  | 0  |
| Buttercup Dickerson | 16 de junho de 1881    | Worcester            | Nacional  | 6  | 6 | 0  | 1  | 0  |
| Sam Wise            | 20 de junho de 1883    | Boston               | Nacional  | 7  | 6 | 1  | 1  | 0  |
| Dan Brouthers†      | 19 de julho de 1883    | Buffalo              | Nacional  | 6  | 6 | 2  | 0  | 0  |
| Danny Richardson    | 11 de junho de 1887    | New York             | Nacional  | 7  | 6 | 0  | 0  | 0  |
| King Kelly†         | 27 de agosto de 1887   | Boston               | Nacional  | 7  | 6 | 1  | 0  | 1  |
| Jerry Denny         | 4 de maio de 1889      | Indianapolis         | Nacional  | 6  | 6 | 1  | 0  | 1  |
| Larry Twitchell     | 15 de agosto de 1889   | Cleveland            | Nacional  | 6  | 6 | 1  | 3  | 1  |
| Jack Glasscock      | 27 de setembro de 1890 | New York             | Nacional  | 6  | 6 | 0  | 0  | 0  |
| Bobby Lowe          | 11 de junho de 1891    | Boston               | Nacional  | 6  | 6 | 1  | 0  | 1  |
| Henry Larkin (2)    | 7 de junho de 1892     | Washington           | Nacional  | 7  | 6 | 0  | 1  | 0  |
| Wilbert Robinson†   | 10 de junho de 1892    | Baltimore            | Nacional  | 7  | 7 | 1  | 0  | 0  |
| Duff Cooley         | 30 de setembro de 1893 | St. Louis            | Nacional  | 6  | 6 | 1  | 1  | 0  |
| Ed Delahanty† (2)   | 16 de junho de 1894    | Philadelphia         | Nacional  | 6  | 6 | 1  | 0  | 0  |
| Steve Brodie        | 9 de julho de 1894     | Baltimore            | Nacional  | 6  | 6 | 2  | 1  | 0  |
| Sam Thompson†       | 17 de agosto de 1894   | Philadelphia         | Nacional  | 7  | 6 | 1  | 1  | 1  |
| Roger Connor†       | 1 de junho de 1895     | St. Louis            | Nacional  | 6  | 6 | 2  | 1  | 0  |
| George Davis†       | 15 de agosto de 1895   | New York             | Nacional  | 6  | 6 | 2  | 1  | 0  |
| Jake Stenzel        | 14 de maio de 1896     | Pittsburgh           | Nacional  | 6  | 6 | 0  | 0  | 0  |
| Fred Tenney         | 31 de maio de 1897     | Boston               | Nacional  | 8  | 6 | 1  | 0  | 0  |
| Barry McCormick     | 29 de junho de 1897    | Chicago              | Nacional  | 8  | 6 | 0  | 1  | 1  |
| Tommy Tucker        | 15 de julho de 1897    | Washington           | Nacional  | 6  | 6 | 1  | 0  | 0  |
| Willie Keeler†      | 3 de setembro de 1897  | Baltimore            | Nacional  | 6  | 6 | 0  | 1  | 0  |
| Jack Doyle          | 3 de setembro de 1897  | Baltimore            | Nacional  | 6  | 6 | 2  | 0  | 0  |
| Chick Stahl         | 31 de maio de 1899     | Boston               | Nacional  | 6  | 6 | 0  | 0  | 0  |
| Ginger Beaumont     | 22 de julho de 1899    | Pittsburgh           | Nacional  | 6  | 6 | 0  | 0  | 0  |
| Kip Selbach         | 9 de junho de 1901     | New York             | Nacional  | 7  | 6 | 2  | 0  | 0  |
| Mike Donlin         | 24 de junho de 1901    | Baltimore            | Americana | 6  | 6 | 2  | 2  | 0  |
| Doc Nance           | 13 de julho de 1901    | Detroit              | Americana | 6  | 6 | 1  | 0  | 0  |
| Zaza Harvey         | 25 de abril de 1902    | Cleveland            | Americana | 6  | 6 | 0  | 0  | 0  |
| Danny Murphy        | 8 de julho de 1902     | Philadelphia         | Americana | 6  | 6 | 0  | 0  | 1  |
| Jimmy Williams      | 25 de agosto de 1902   | Baltimore            | Americana | 6  | 6 | 1  | 1  | 0  |
| George Cutshaw      | 9 de agosto de 1915    | Brooklyn             | Nacional  | 6  | 6 | 0  | 0  | 0  |
| Dave Bancroft†      | 28 de junho de 1920    | New York             | Nacional  | 6  | 6 | 0  | 0  | 0  |
| Jack Fournier       | 29 de junho de 1923    | Brooklyn             | Nacional  | 6  | 6 | 2  | 0  | 1  |
| Frank Brower        | 7 de agosto de 1923    | Cleveland            | Americana | 6  | 6 | 1  | 0  | 0  |
| George Burns        | 19 de junho de 1924    | Cleveland            | Americana | 6  | 6 | 3  | 1  | 0  |
| Kiki Cuyler†        | 9 de agosto de 1924    | Pittsburgh           | Nacional  | 6  | 6 | 3  | 1  | 0  |
| Frankie Frisch†     | 10 de setembro de 1924 | New York             | Nacional  | 7  | 6 | 0  | 0  | 1  |
| Jim Bottomley†      | 16 de setembro de 1924 | St. Louis            | Nacional  | 6  | 6 | 1  | 0  | 2  |
| Ty Cobb†            | 5 de maio de 1925      | Detroit              | Americana | 6  | 6 | 1  | 0  | 3  |
| Paul Waner†         | 26 de agosto de 1926   | Pittsburgh           | Nacional  | 6  | 6 | 2  | 1  | 0  |
| Wally Gilbert       | 30 de maio de 1931     | Brooklyn             | Nacional  | 7  | 6 | 1  | 0  | 0  |
| Jim Bottomley† (2)  | 5 de agosto de 1931    | St. Louis            | Nacional  | 6  | 6 | 1  | 0  | 0  |
| Tony Cuccinello     | 13 de agosto de 1931   | Cincinnati           | Nacional  | 6  | 6 | 2  | 1  | 0  |
| Doc Cramer          | 20 de junho de 1932    | Philadelphia         | Americana | 6  | 6 | 0  | 0  | 0  |
| Myril Hoag          | 6 de junho de 1934     | New York             | Americana | 6  | 6 | 0  | 0  | 0  |
| Doc Cramer (2)      | 13 de julho de 1935    | Philadelphia         | Americana | 6  | 6 | 1  | 0  | 0  |
| Terry Moore         | 5 de setembro de 1935  | St. Louis            | Nacional  | 6  | 6 | 1  | 0  | 0  |
| Bruce Campbell      | 2 de julho de 1936     | Cleveland            | Americana | 6  | 6 | 1  | 0  | 0  |
| Rip Radcliff        | 18 de julho de 1936    | Chicago              | Americana | 7  | 6 | 2  | 0  | 0  |
| Ernie Lombardi†     | 9 de maio de 1937      | Cincinnati           | Nacional  | 6  | 6 | 1  | 0  | 0  |
| Hank Steinbacher    | 22 de junho de 1938    | Chicago              | Americana | 6  | 6 | 1  | 0  | 0  |
| Cookie Lavagetto    | 23 de setembro de 1939 | Brooklyn             | Nacional  | 6  | 6 | 1  | 1  | 0  |
| George Myatt        | 1 de maio de 1944      | Washington           | Americana | 6  | 6 | 1  | 0  | 0  |
| Stan Spence         | 1 de junho de 1944     | Washington           | Americana | 6  | 6 | 0  | 0  | 1  |
| George Kell†        | 20 de setembro de 1946 | Detroit              | Americana | 7  | 6 | 1  | 0  | 0  |
| Walker Cooper       | 6 de julho de 1949     | Cincinnati           | Nacional  | 7  | 6 | 0  | 0  | 3  |
| Johnny Hopp         | 14 de maio de 1950     | Pittsburgh           | Nacional  | 6  | 6 | 0  | 0  | 2  |
| Jim Fridley         | 29 de abril de 1952    | Cleveland            | Americana | 6  | 6 | 0  | 0  | 0  |
| Connie Ryan         | 16 de abril de 1953    | Philadelphia         | Nacional  | 6  | 6 | 2  | 0  | 0  |
| Jim Piersall        | 10 de junho de 1953    | Boston               | Americana | 6  | 6 | 0  | 0  | 0  |
| Dick Groat          | 13 de maio de 1960     | Pittsburgh           | Nacional  | 6  | 6 | 3  | 0  | 0  |
| Floyd Robinson      | 22 de julho de 1962    | Chicago              | Americana | 6  | 6 | 0  | 0  | 0  |
| Jesús Alou          | 10 de julho de 1964    | San Francisco        | Nacional  | 6  | 6 | 0  | 0  | 1  |
| Bob Oliver          | 4 de maio de 1969      | Kansas City          | Americana | 6  | 6 | 1  | 0  | 1  |
| Félix Millán        | 6 de julho de 1970     | Atlanta              | Nacional  | 6  | 6 | 1  | 1  | 0  |
| Johnny Briggs       | 4 de agosto de 1973    | Milwaukee            | Americana | 6  | 6 | 2  | 0  | 0  |
| Rennie Stennett     | 16 de setembro de 1975 | Pittsburgh           | Nacional  | 7  | 7 | 2  | 1  | 0  |
| Jorge Orta          | 15 de junho de 1980    | Cleveland            | Americana | 6  | 6 | 1  | 0  | 0  |
| Kevin Seitzer       | 2 de agosto de 1987    | Kansas City          | Americana | 6  | 6 | 1  | 0  | 2  |
| Kirby Puckett†      | 30 de agosto de 1987   | Minnesota            | Americana | 6  | 6 | 2  | 0  | 2  |
| Wally Backman       | 27 de abril de 1990    | Pittsburgh           | Nacional  | 6  | 6 | 1  | 0  | 0  |
| Sammy Sosa          | 2 de julho de 1993     | Chicago              | Nacional  | 6  | 6 | 1  | 0  | 0  |
| Kevin Reimer        | 24 de agosto de 1993   | Milwaukee            | Americana | 6  | 6 | 2  | 0  | 0  |
| Andrés Galarraga    | 3 de julho de 1995     | Colorado             | Nacional  | 6  | 6 | 1  | 0  | 2  |
| Lance Johnson       | 23 de setembro de 1995 | Chicago              | Americana | 6  | 6 | 0  | 3  | 0  |
| Cal Ripken, Jr.†    | 13 de junho de 1999    | Baltimore            | Americana | 6  | 6 | 1  | 0  | 2  |
| Edgardo Alfonzo     | 30 de agosto de 1999   | New York             | Nacional  | 6  | 6 | 1  | 0  | 3  |
| Damion Easley       | 8 de agosto de 2001    | Detroit              | Americana | 6  | 6 | 0  | 0  | 1  |
| Shawn Green         | 23 de maio de 2002     | Los Angeles          | Nacional  | 6  | 6 | 1  | 0  | 4  |
| Frank Catalanotto   | 1 de maio de 2004      | Toronto              | Americana | 6  | 6 | 1  | 0  | 0  |
| Carlos Peña         | 27 de maio de 2004     | Detroit              | Americana | 6  | 6 | 1  | 0  | 2  |
| Omar Vizquel        | 31 de agosto de 2004   | Cleveland            | Americana | 7  | 6 | 2  | 0  | 0  |
| Joe Randa           | 9 de setembro de 2004  | Kansas City          | Americana | 7  | 6 | 1  | 0  | 0  |
| Raúl Ibañez         | 22 de setembro de 2004 | Seattle              | Americana | 6  | 6 | 0  | 0  | 0  |
| Chone Figgins       | 18 de junho de 2007    | Los Angeles          | Americana | 6  | 6 | 1  | 1  | 0  |
| Willie Harris       | 21 de julho de 2007    | Atlanta              | Nacional  | 6  | 6 | 0  | 2  | 0  |
| Johnny Damon        | 7 de junho de 2008     | New York             | Americana | 6  | 6 | 1  | 0  | 0  |
| Ian Kinsler         | 15 de abril de 2009    | Texas                | Americana | 6  | 6 | 2  | 1  | 1  |
| Freddy Sanchez      | 25 de maio de 2009     | Pittsburgh           | Nacional  | 6  | 6 | 1  | 0  | 1  |
| Adrian Gonzalez     | 11 de agosto de 2009   | San Diego            | Nacional  | 6  | 6 | 1  | 0  | 0  |
| Alex Ríos           | 9 de julho de 2013     | Chicago              | Americana | 6  | 6 | 0  | 1  | 0  |
| Charlie Blackmon    | 4 de abril de 2014     | Colorado             | Nacional  | 6  | 6 | 3  | 0  | 1  |
| C. J. Cron          | 2 de julho de 2016     | Los Angeles          | American  | 6  | 6 | 1  | 0  | 2  |
| Wilmer Flores       | 3 de julho de 2016     | New York             | Nacional  | 6  | 6 | 0  | 0  | 2  |
| Anthony Rendon      | 30 de abril de 2017    | Washington Nationals | Nacional  | 6  | 6 | 1  | 0  | 3  |
| George Springer     | 7 de maio de 2018      | Houston Astros       | Americana | 6  | 6 | 1  | 0  | 1  |

Fonte:

## Entradas extras
Johnny Burnett detém o recorde com 9 rebatidas em um jogo. Todos os 21 jogadores da Liga Nacional tem exatamente 6 rebatidas.
| Nome (Quantidade)  | Data                   | Time                 | Liga      | Entradas | AB | H | 2B | 3B | HR |
| ------------------ | ---------------------- | -------------------- | --------- | -------- | -- | - | -- | -- | -- |
| Paul Hines         | 26 de agosto de 1879   | Providence           | Nacional  | 10       | 6  | 6 | 0  | 0  | 0  |
| John Boyle         | 6 de julho de 1893     | Philadelphia         | Nacional  | 11       | 6  | 6 | 1  | 0  | 0  |
| Chief Zimmer       | 11 de julho de 1894    | Cleveland            | Nacional  | 10       | 6  | 6 | 2  | 0  | 0  |
| Dick Harley        | 24 de junho de 1897    | St. Louis            | Nacional  | 12       | 6  | 6 | 1  | 0  | 0  |
| Carson Bigbee      | 22 de agosto de 1917   | Pittsburgh           | Nacional  | 22       | 11 | 6 | 0  | 0  | 0  |
| Bobby Veach        | 17 de setembro de 1920 | Detroit              | Americana | 12       | 6  | 6 | 1  | 1  | 1  |
| George Sisler†     | 9 de agosto de 1921    | St. Louis            | Americana | 19       | 9  | 6 | 0  | 1  | 0  |
| Johnny Gooch       | 7 de julho de 1922     | Pittsburgh           | Nacional  | 18       | 8  | 6 | 1  | 0  | 0  |
| Max Carey†         | 7 de julho de 1922     | Pittsburgh           | Nacional  | 18       | 6  | 6 | 1  | 0  | 0  |
| Lloyd Waner†       | 15 de junho de 1929    | Pittsburgh           | Nacional  | 14       | 8  | 6 | 1  | 1  | 0  |
| Hank DeBerry       | 23 de junho de 1929    | Brooklyn             | Nacional  | 14       | 7  | 6 | 0  | 0  | 0  |
| Jimmie Foxx†       | 30 de maio de 1930     | Philadelphia         | Americana | 13       | 7  | 6 | 2  | 1  | 0  |
| Jimmie Foxx† (2)   | 10 de julho de 1932    | Philadelphia         | Americana | 18       | 9  | 6 | 1  | 0  | 3  |
| Johnny Burnett     | 10 de julho de 1932    | Cleveland            | Americana | 18       | 11 | 9 | 2  | 0  | 0  |
| Sam West           | 13 de abril de 1933    | St. Louis            | Americana | 11       | 6  | 6 | 1  | 0  | 0  |
| Bob Johnson        | 16 de junho de 1934    | Philadelphia         | Americana | 11       | 6  | 6 | 1  | 0  | 2  |
| Frank Demaree      | 5 de julho de 1937     | Chicago              | Nacional  | 14       | 7  | 6 | 3  | 0  | 0  |
| Joe DeMaestri      | 8 de julho de 1955     | Kansas City          | Americana | 11       | 6  | 6 | 0  | 0  | 0  |
| Pete Runnels       | 30 de agosto de 1960   | Boston               | Americana | 15       | 7  | 6 | 1  | 0  | 0  |
| Rocky Colavito     | 24 de junho de 1962    | Detroit              | Americana | 22       | 10 | 7 | 0  | 1  | 0  |
| Joe Morgan†        | 8 de julho de 1965     | Houston              | Nacional  | 12       | 6  | 6 | 0  | 1  | 2  |
| Jim Northrup       | 28 de agosto de 1969   | Detroit              | Americana | 13       | 6  | 6 | 0  | 0  | 2  |
| César Gutiérrez    | 21 de junho de 1970    | Detroit              | Americana | 12       | 7  | 7 | 1  | 0  | 0  |
| Don Kessinger      | 17 de junho de 1971    | Chicago              | Nacional  | 10       | 6  | 6 | 1  | 0  | 0  |
| Willie Davis       | 24 de maio de 1973     | Los Angeles          | Nacional  | 19       | 9  | 6 | 0  | 0  | 0  |
| Bill Madlock       | 26 de julho de 1975    | Chicago              | Nacional  | 10       | 6  | 6 | 0  | 1  | 0  |
| José Cardenal      | 2 de maio de 1976      | Chicago              | Nacional  | 14       | 7  | 6 | 1  | 0  | 1  |
| Gene Richards      | 26 de julho de 1977    | San Diego            | Nacional  | 15       | 7  | 6 | 1  | 0  | 0  |
| Jerry Remy         | 3 de setembro de 1981  | Boston               | Americana | 20       | 10 | 6 | 0  | 0  | 0  |
| Joe Lefebvre       | 13 de setembro de 1982 | San Diego            | Nacional  | 16       | 8  | 6 | 1  | 0  | 1  |
| Kirby Puckett† (2) | 23 de maio de 1991     | Minnesota            | Americana | 11       | 7  | 6 | 0  | 1  | 0  |
| Carlos Baerga      | 11 de abril de 1992    | Cleveland            | Americana | 19       | 9  | 6 | 0  | 0  | 0  |
| Tony Gwynn†        | 4 de agosto de 1993    | San Diego            | Nacional  | 12       | 7  | 6 | 2  | 0  | 0  |
| Rondell White      | 11 de junho de 1995    | Montreal             | Nacional  | 13       | 7  | 6 | 2  | 1  | 1  |
| Mike Benjamin      | 14 de junho de 1995    | San Francisco        | Nacional  | 13       | 7  | 6 | 1  | 0  | 0  |
| Gerald Williams    | 1 de maio de 1996      | New York             | Americana | 15       | 8  | 6 | 0  | 0  | 1  |
| Garret Anderson    | 27 de setembro de 1996 | California           | Americana | 15       | 7  | 6 | 0  | 0  | 0  |
| Paul Lo Duca       | 28 de maio de 2001     | Los Angeles          | Nacional  | 11       | 6  | 6 | 0  | 0  | 1  |
| Nomar Garciaparra  | 21 de junho de 2003    | Boston               | Americana | 13       | 6  | 6 | 0  | 0  | 0  |
| Alfonso Soriano    | 8 de maio de 2004      | Texas                | Americana | 10       | 6  | 6 | 2  | 0  | 0  |
| Skip Schumaker     | 26 de julho de 2008    | St. Louis Cardinals  | Nacional  | 14       | 7  | 6 | 0  | 0  | 0  |
| Jean Segura        | 28 de maio de 2013     | Milwaukee Brewers    | Nacional  | 14       | 7  | 6 | 0  | 0  | 0  |
| Chase Utley        | 6 de julho de 2016     | Los Angeles Dodgers  | Nacional  | 14       | 7  | 6 | 2  | 0  | 0  |
| Brandon Crawford   | 8 de agosto de 2016    | San Francisco Giants | Nacional  | 14       | 8  | 7 | 1  | 1  | 0  |
| Andrew McCutchen   | 7 de abril de 2018     | San Francisco Giants | Nacional  | 14       | 7  | 6 | 1  | 0  | 1  |

Fonte:

## Major Leagues Extintas

### Associação Americana
| Nome            | Data                   | Time         | AB | H | 2B | 3B | HR |
| --------------- | ---------------------- | ------------ | -- | - | -- | -- | -- |
| Hick Carpenter  | 12 de setembro de 1883 | Cincinnati   | 7  | 6 | 0  | 0  | 0  |
| John Reilly     | 12 de setembro de 1883 | Cincinnati   | 7  | 6 | 1  | 1  | 1  |
| Oscar Walker    | 31 de maio de 1884     | Brooklyn     | 6  | 6 | 1  | 1  | 0  |
| Lon Knight      | 30 de julho de 1884    | Philadelphia | 6  | 6 | 0  | 1  | 0  |
| Dave Orr        | 12 de junho de 1885    | New York     | 6  | 6 | 2  | 1  | 1  |
| Henry Larkin    | 16 de junho de 1885    | Philadelphia | 6  | 6 | 2  | 1  | 1  |
| George Pinkney  | 25 de junho de 1885    | Brooklyn     | 6  | 6 | 0  | 0  | 0  |
| Arlie Latham    | 24 de abril de 1886    | St. Louis    | 6  | 6 | 0  | 1  | 0  |
| Guy Hecker      | 15 de agosto de 1886   | Louisville   | 7  | 6 | 0  | 0  | 3  |
| Denny Lyons     | 26 de abril de 1887    | Philadelphia | 6  | 6 | 2  | 1  | 0  |
| Reddy Mack      | 26 de maio de 1887     | Louisville   | 6  | 6 | 0  | 0  | 0  |
| Pete Hotaling   | 6 de junho de 1888     | Cleveland    | 7  | 6 | 0  | 1  | 0  |
| Jim McTamany    | 15 de junho de 1888    | Kansas City  | 6  | 6 | 0  | 0  | 1  |
| Darby O'Brien   | 8 de agosto de 1889    | Brooklyn     | 6  | 6 | 3  | 0  | 0  |
| Farmer Weaver   | 12 de agosto de 1890   | Louisville   | 6  | 6 | 1  | 2  | 1  |
| Frank Scheibeck | 27 de setembro de 1890 | Toledo       | 6  | 6 | 1  | 1  | 0  |

Fonte:

### Players' League
| Nome          | Data                 | Time         | AB | H | 2B | 3B | HR |
| ------------- | -------------------- | ------------ | -- | - | -- | -- | -- |
| Ed Delahanty† | 2 de junho de 1890   | Cleveland    | 6  | 6 | 1  | 1  | 0  |
| Billy Shindle | 26 de agosto de 1890 | Philadelphia | 6  | 6 | 2  | 1  | 0  |

Fonte: